# AHL 1942/43
Die Saison 1942/43 war die siebte reguläre Saison der American Hockey League (AHL). Während der regulären Saison sollten die acht Teams der Liga jeweils 56 Spiele bestreiten, jedoch stellten die New Haven Eagles bereits nach 32 Spielen aus finanziellen Gründen den Spielbetrieb ein. Die sechs besten Mannschaften der AHL spielten anschließend in einer Play-off-Runde um den Calder Cup.

## Teamänderungen
Folgende Änderungen wurden vor Beginn der Saison vorgenommen:
- Die Philadelphia Rockets stellten den Spielbetrieb ein
- Die Springfield Indians stellten den Spielbetrieb ein
- Die New Haven Eagles stellten im Saisonverlauf den Spielbetrieb ein

## Reguläre Saison

### Abschlusstabellen
Abkürzungen: GP = Spiele, W = Siege, L = Niederlagen, T = Unentschieden, OTL = Niederlage nach Overtime, GF = Erzielte Tore, GA = Gegentore, Pts = Punkte

Erläuterungen: In Klammern befindet sich die Platzierung innerhalb der Conference;       = Playoff-Qualifikation,       = Division-Sieger,       = Conference-Sieger

#### Reguläre Saison
| East Division    | GP | W  | L  | T | GF  | GA  | Pts |
| ---------------- | -- | -- | -- | - | --- | --- | --- |
| Hershey Bears    | 56 | 35 | 13 | 8 | 240 | 166 | 78  |
| Providence Reds  | 56 | 27 | 27 | 2 | 211 | 216 | 56  |
| Washington Lions | 56 | 14 | 34 | 8 | 184 | 272 | 36  |
| New Haven Eagles | 32 | 9  | 18 | 5 | 85  | 116 | 23  |

| West Division         | GP | W  | L  | T | GF  | GA  | Pts |
| --------------------- | -- | -- | -- | - | --- | --- | --- |
| Buffalo Bisons        | 56 | 28 | 21 | 7 | 189 | 143 | 63  |
| Indianapolis Capitals | 56 | 29 | 23 | 4 | 211 | 181 | 62  |
| Pittsburgh Hornets    | 56 | 26 | 24 | 6 | 183 | 203 | 58  |
| Cleveland Barons      | 56 | 21 | 29 | 6 | 190 | 196 | 48  |

### Beste Scorer
Abkürzungen: GP = Spiele, G = Tore, A = Assists, Pts = Punkte, +/- = Plus/Minus, PIM = Strafminuten; Fett: Saisonbestwert
| Spieler         | Team                   | GP | G  | A  | Pts | PIM |
| --------------- | ---------------------- | -- | -- | -- | --- | --- |
| Wally Kilrea    | Hershey Bears          | 56 | 31 | 68 | 99  | 8   |
| Adam Brown      | Indianapolis Capitals  | 55 | 34 | 51 | 85  | 47  |
| Harry Frost     | Hershey Bears          | 56 | 43 | 40 | 83  | 6   |
| Les Cunningham  | Cleveland Barons       | 55 | 35 | 47 | 82  | 24  |
| Norman Mann     | Pittsburgh / Cleveland | 55 | 31 | 45 | 76  | 83  |
| Fred Hergerts   | Hershey Bears          | 56 | 30 | 45 | 75  | 33  |
| Jim O’Neill     | Washington / Hershey   | 55 | 19 | 50 | 69  | 52  |
| Bill Summerhill | Buffalo Bisons         | 56 | 41 | 27 | 68  | 64  |
| Ab DeMarco      | Providence Reds        | 39 | 27 | 39 | 66  | 9   |
| Norm Locking    | Cleveland Barons       | 56 | 26 | 40 | 66  | 14  |

## Calder-Cup-Playoffs

### Modus
Für die Play-offs qualifizierten sich die sechs besten Mannschaften der American Hockey League. Die beiden Sieger aus den Duellen der Mannschaften auf den Plätzen zwei bis vier trafen in der zweiten Runde aufeinander, während der Gewinner aus dem Duell der beiden Divisionsgewinner durch ein Freilos automatisch für das Finale qualifiziert war. Die ersten beiden Play-off-Runden fanden im Modus Best-of-Three statt, wobei die beiden Divisionsgewinner im Modus Best-of-Seven um die Finalteilnahme spielten. Das Finale selbst wurde im Modus Best-of-Five ausgespielt.

### Play-off-Übersicht

#### Erste Runde
- (W1) Buffalo Bisons – (E1) Hershey Bears 4:2
- (W2) Indianapolis Capitals – (W3) Pittsburgh Hornets 2:0
- (W4) Cleveland Barons – (E2) Providence Reds 2:0

#### Zweite Runde
- (W1) Freilos für die Buffalo Bisons
- (W2) Indianapolis Capitals – (W4) Cleveland Barons 2:0

#### Finale
- (W1) Buffalo Bisons – (W2) Indianapolis Capitals 3:0

## Vergebene Trophäen

### Mannschaftstrophäen
| Auszeichnung                                                            | Team           |
| ----------------------------------------------------------------------- | -------------- |
| Calder Cup Gewinner der AHL-Playoffs                                    | Buffalo Bisons |
| F. G. „Teddy“ Oke Trophy Bestes Team der West Division, reguläre Saison | Buffalo Bisons |